# Cursa Gent–Wevelgem 2023
Cursa Gent–Wevelgem 2023 a fost ediția a 85-a a cursei clasice de ciclism Gent–Wevelgem, cursă de o zi. S-a desfășurat pe data de 26 martie 2023 și face parte din calendarul UCI World Tour 2023.

## Echipe participante
Întrucât Gent–Wevelgem este un eveniment din cadrul UCI World Tour 2023, toate cele 18 echipe UCI au fost invitate automat și obligate să aibă o echipă în cursă. Șapte echipe profesioniste continentale au primit wildcard.

### Echipe UCI World
| - AG2R Citroën Team - Alpecin–Deceuninck - Arkéa-Samsic - Astana Qazaqstan Team - Bora–Hansgrohe - Cofidis - EF Education–EasyPost - Groupama–FDJ - Ineos Grenadiers - Intermarché–Circus–Wanty - Movistar Team | - Soudal Quick-Step - Team Bahrain Victorious - Team DSM - Team Jayco–AlUla - Team Jumbo–Visma - Trek-Segafredo - UAE Team Emirates |  |

### Echipe continentale profesioniste UCI
| - Bingoal-WB - Human Powered Health - Israel–Premier Tech - Lotto–Dstny | - Team Flanders–Baloise - Team TotalEnergies - Uno-X Pro Cycling Team |  |

## Rezultate
Rezultate oficiale.
| Loc | Concurent          | Echipă              | Timp       |
| --- | ------------------ | ------------------- | ---------- |
| 1   | Christophe Laporte | Team Jumbo–Visma    | 5h 49' 39" |
| 2   | Wout van Aert      | Team Jumbo–Visma    | +0"        |
| 3   | Sep Vanmarcke      | Israel–Premier Tech | +1' 56"    |
| 4   | Frederik Frison    | Lotto–Dstny         | +1' 56"    |
| 5   | Mads Pedersen      | Trek–Segafredo      | +1' 56"    |
| 6   | Mads Pedersen      | Trek–Segafredo      | +1' 56"    |
| 7   | Alexis Renard      | Cofidis             | +2' 04"    |
| 8   | Olav Kooij         | Team Jumbo–Visma    | +2' 04"    |
| 9   | Danny van Poppel   | Bora–Hansgrohe      | +2' 04"    |
| 10  | Daniel McLay       | Arkéa–Samsic        | +2' 04"    |

## Legături externe
- Site web oficial